# 志賀理江子
志賀理江子（しが りえこ　Lieko Shiga 、1980年 - ）は、日本の写真家。

## 経歴
愛知県岡崎市出身。岡崎市立南中学校を経て、愛知県立岡崎東高等学校に進学。高校2年生から写真を独学で撮り始める。東京工芸大学芸術学部写真学科に入学するも半年で中退し、1999年にロンドン芸術大学チェルシー・カレッジ・オブ・アート・アンド・デザインに入学、2004年に卒業。2007年度文化庁在外派遣研修者としてロンドンに滞在。2008年、ロンドンの公営団地の住民たちを撮影した写真集『Lilly』、オーストラリアや仙台市での滞在制作をもとにした『CANARY』で第33回木村伊兵衛写真賞受賞。
帰国後の2008年秋頃、「松林と海の美しさに一目惚れした」という宮城県名取市の北釜地区に移住。地域カメラマンとしてお祭りや運動会などの行事を撮影しながら居住者のオーラルヒストリー作成を開始。2009年、ニューヨーク国際写真センターインフィニティアワード新人賞を川内倫子とともに受賞。
2010年、「あいちトリエンナーレ2010」（愛知芸術文化センター）に出展。
2011年3月、前述の名取市で東日本大震災に被災する。
2012年、せんだいメディアテークにて個展「螺旋海岸」を開催。第28回東川賞新人賞、宮城県芸術選奨新人賞受賞。
2013年、「あいちトリエンナーレ2013」（岡崎市康生会場）に出展。
2013年、書本＆cafe magellan（仙台） にて個展「ブラインドデート 志賀理江子」を開催。
2013年、Foam写真美術館（アムステルダム、オランダ） にて個展「カナリア」を開催。
2014年、第24回タカシマヤ美術賞受賞。
2017年、丸亀市猪熊弦一郎現代美術館（香川県）にて個展「ブラインドデート」を開催。
2019年、第35回東川賞国内作家賞受賞。
2019年、東京都写真美術館にて個展「ヒューマン・スプリング」を開催。

## 主な作品

### 作品集・図録
- 『Lilly』 アートビートパブリッシャーズ、2008年1月
- 『CANARY』赤々舎、2008年2月
- 『螺旋海岸 notebook』赤々舎、2013年1月
- 『螺旋海岸 album』赤々舎、2013年3月
- 『Blind Date』T&M Projects、2017年6月
- 『志賀理江子 ブラインドデート 展覧会』T&M Projects、2018年3月
- 『ヒューマン・スプリング』東京都写真美術館、2019年3月